# Federico Mayor Zaragoza
Federico Mayor Zaragoza (født 27. januar 1934 i Barcelona, død 19. december 2024 i Madrid) var en spansk akademiker og politiker, der var minister og fra 1987 til 1999 generalsekretær i UNESCO.
Mayor havde en ph.d.-grad i farmaci fra Universidad Complutense de Madrid. I 1963 blev han professor i biokemi ved Universidad de Granada, hvor han fra 1968 til 1972 også var rektor. I 1973 blev han professor ved Universidad Autónoma de Madrid.
Mayor var statssekretær for uddannelse og forskning (1974–1975). Fra 1977 til 1978 var han medlem af deputeretkammeret og rådgiver for statsministeren. Fra 1981 til 1982 var han uddannelses- og forskningsminister i Leopoldo Calvo-Sotelos regering. Mayor repræsenterede partiet Unión de Centro Democrático. Han var fra 1987 også medlem af Europaparlamentet.
Efter at have været viceegeneralsekretær fra 1978 til 1981, blev han i 1987 generalsekretær i UNESCO, FN's organisation for uddannelse, videnskab, kultur og kommunikation. Han blev genvalgt i 1993, men besluttede sig for ikke at søge en tredje periode og gik af i 1999.
Mayor grundlagde Fundación Cultura de Paz.

## Eksterne links
- Wikimedia Commons har flere filer relateret til Federico Mayor Zaragoza